# Guyana-Opossum
Das Guyana-Opossum (Didelphis imperfecta) ist eine Beuteltierart, die im nordöstlichen Südamerika vorkommt. Das Verbreitungsgebiet reicht von Venezuela südlich des Orinoko über die drei Guayanas bis in den Norden des brasilianischen Bundesstaates Amapá und umfasst auch den Norden von Roraima.

## Beschreibung

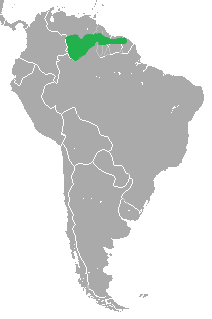
Verbreitungsgebiet

Die Tiere erreichen eine Kopfrumpflänge von 31,7 bis 39 cm, haben einen 30 bis 41 cm langen Schwanz und erreichen ein Gewicht von 0,6 bis 1,2 kg. Männchen und Weibchen haben eine unterschiedliche Schädelform. Das Rückenfell ist schwarz oder grau. Es besteht aus zwei Haarschichten, einer unteren Schicht, die von gelblichweißen Haaren gebildet wird, und einer Schicht von Deckhaaren, die zum größten Teil weiß sind, aber eine schwarze Spitze haben. Ist die Haarspitze matt, so erscheint das Fell insgesamt grau, bei schwarz glänzenden Spitzen sieht das Fell schwärzlich aus. Körperseiten und Bauch sind schmutzig-weiß, die Unterseite vom Kinn bis zur Brust ist gelblich. Der Kopf ist hellgrau, weißlich oder gelblich. Die für Opossums typische dunkle Maskenzeichnung ist beim Guyana-Weißohropossum  weniger ausgeprägt als beim Gemeinen Weißohropossum (Didelphis albiventris). Die Maskenzeichnung ist bei der grauen Morphe mehr ausgebildet als bei der schwarzen. Die Ohren sind groß und schwärzlich, mit weißen Spitzen und Ohrbasen. Bei Jungtieren können die Ohren auch völlig weiß sein. Vorder- und Hinterbeine sowie Vorder- und Hinterfüße sind schwarz. Der Schwanz ist schwarz, die Spitze ist gelblichweiß. Das körpernahe Drittel des Schwanzes ist behaart, der Rest ist unbehaart.

## Lebensraum und Lebensweise
Das Guyana-Opossum kommt in tropischen und subtropischen immergrünen Wäldern in Höhen von 100 bis 2200 Metern über dem Meeresspiegel vor. Direkt an der Küste fehlt es. Im östlichen Venezuela lebt es sowohl im Tieflandregenwald als auch auf den Tepuis oder in Elfenwäldern mit relativ niedrigen Bäumen, in Brasilien in Terra-Firme-Wäldern, auf überfluteten Feldern und in Savannen. Guyana-Opossums leben sowohl auf dem Erdboden als auch kletternd auf Bäumen und Sträuchern. Über die Ernährung ist bisher nichts und über das Fortpflanzungsverhalten ist nur wenig bekannt. Weibchen mit Jungtieren wurden bisher in allen Monaten mit der Ausnahme des Novembers gefangen. Die meisten Jungtiere tragenden Weibchen wurden in den Monaten von Dezember bis Mai registriert. Die Anzahl der Jungtiere reicht von einem einzelnen bis neun. Die jüngsten Weibchen mit Jungtieren hatten ein Gewicht von 440 Gramm.

## Gefährdung
Das Guyana-Opossum gilt als ungefährdet. Es hat ein relativ großes Verbreitungsgebiet, ist häufig und kommt auch in einigen Schutzgebieten vor.

## Belege
1. 1 2 3 4  Diego Astúa: Family Didelphidae (Opossums). in Don E. Wilson, Russell A. Mittermeier: Handbook of the Mammals of the World – Volume 5. Monotremes and Marsupials. Lynx Editions, 2015, ISBN 978-84-96553-99-6. Seite 161.